# Топољовка
Топољовка (слч. Topoľovka) насељено је мјесто са административним статусом сеоске општине (слч. obec) у округу Хумење, у Прешовском крају, Словачка Република.

## Становништво
| Година:    | 1994. | 2004.   | 2014.   | 2024.   |
| ---------- | ----- | ------- | ------- | ------- |
| Број људи: | 812   | 823     | 815     | 807     |
| Разлика:   |       | +1,35 % | -0,97 % | -0,98 % |

| Година:    | 2023. | 2024.   |
| ---------- | ----- | ------- |
| Број људи: | 811   | 807     |
| Разлика:   |       | -0,49 % |

Према подацима о броју становника из 2024. године насеље је имало 807 становника.